# 30 فبراير
30 فبراير هو يوم غير موجود في التقويمات المستعملة حاليًا، غير أنه استعمل في بعض الدول في حالات خاصة. في التقويم الغريغوري والجولياني، لشهر فبراير 28 يوما في السنوات العادية و 29 في السنوات الكبيسة. ولكن وقع أن استحدث يوم 30 فبراير في مناسبتين في عهد الاتحاد السوفيتي ومرة واحدة في تاريخ السويد. ولكن سبق ذلك في 12 مرة أن كان لشهر فبراير 30 يوما زمن روما القديمة.
مثله مثل أي يوم رقم 30 في شهر آخر، فإنه يلي 29 فبراير ويتبعه 1 مارس.

## السويد
في 1966، قررت السويد الانتقال من التقويم الجولياني إلى التقويم الغريغوري بحذف الأيام الفاصلة ابتداء من 1700 لمدة 4 سنوات. بهذا فإن سنة 1700 لم تكن كبيسة في السويد، ولكن لم تجرِ احترام المخطط وكانت السنة الوحيدة المعدلة (وكانت 1704 و 1708 كبيستين). في هذه الفترة، أصبح التقويم السويدي متقدما بيوم عن التقويم الجولياني ومتأخرا بعشر عن الغريغوري.
في 1711، تقرر العودة للتقويم الجولياني وإضافة يومين في السنة الموالية 1712 لشهر فبراير فيصبح بثلاثين يوما. وافق 30 فبراير 1712 عند السويديين 29 فبراير في التقويم الجولياني و11 مارس في التقويم الغريغوري.
جرى اعتماد التقويم الغريغوري نهائيا في السويد سنة 1753.

## الاتحاد السوفيتي
في 1929، استحدث الاتحاد السوفيتي التقويم الثوري، والذي في كل شهوره 30 يومًا وما تبقى من أيام (وعددها 5) فهي أيام عطلة لا تنسب لأي شهر. وبهذا كان لشهر فبراير سنتي 1930 و 1931 ثلاثين يومًا، ولكن هذا التقويم ترك لتعود الأيام كما كانت عليه.